# جوشوا وونغ
جوشوا وونغ (بالصينية: 黃之鋒) هو مدافع عن الحقوق المدنية وتلميذ ‏ وسياسي هونغ كونغي، ولد في 13 أكتوبر 1996 في هونغ كونغ في الصين. حزبياً، نشط في Demosisto ‏ (2016 – ).